# 九十三年 (映画)
『九十三年』（きゅうじゅうさんねん、フランス語: Quatre-vingt-treize）は、1919年完成、1921年公開、パテ製作・配給によるフランスのサイレント映画である。原作は、ヴィクトル・ユゴーの『九十三年』。1914年にアルベール・カペラニによって撮影が開始されたが、第一次世界大戦によって制作が一時中断され、アメリカに渡ったカペラニに代わってアンドレ・アントワーヌが完成させた。

## あらすじ
情け容赦のないラントナック侯爵の甥ゴヴァンは、人道主義の僧侶シムルダンに会い、啓蒙思想の影響を受け、革命が起こると共和国側に志願する。反革命の拠点ヴァンデに指揮官として従軍したゴヴァンは、その人情深さのゆえに公安委員会に密告される。そのためダントン、マラ、ロベスピエールの依頼により、シムルダンは全権を与えられゴヴァンの監視役として派遣される。そのヴァンデの王党派を率いていたのは叔父の侯爵だった。激戦の末敗北した叔父は脱出をはかるが、人質としていた3人の子供を要塞の火事から救い出すためにひとり立ち戻り、革命軍に捕らえられる。そして断首刑を宣せられるが、ゴヴァンは身代わりとなって牢から叔父を逃してやる。シムルダンはゴヴァンをギロチン台に送らざるをえなくなる。処刑の日、シムルダンも自ら命を絶つ。

## キャスト
- ゴヴァン - ポール・カペラニ（フランス語版）
- ラントナック侯爵 - フィリップ・ガルニエ
- シムルダン - アンリ・クロス（フランス語版）
- 3人の子の母親 - シャルロット・バルビエ＝クロス（フランス語版）